# Troglodyte géant
Campylorhynchus chiapensis
Espèce
Statut de conservation UICN

 LC  : Préoccupation mineure
Le Troglodyte géant (Campylorhynchus chiapensis) est une espèce de passereaux appartenant à la famille des Troglodytidae.
Il mesure 22 cm de long et pèse 50 grammes ce qui en fait bien le plus grand des troglodytes.

## Répartition
On le trouve sur le versant Pacifique de la région des Chiapas au Mexique.

## Habitat
Ses habitats naturels sont les forêts subtropicales ou tropicales humides en plaine.